# Mercedes-Benz Cito
Le Mercedes-Benz Cito (de la contraction de City et Tomorrow), de son nom complet Mercedes-Benz O 520 Cito, est un modèle de midibus hybride diesel-électrique à plancher bas lancé par Mercedes-Benz en 1999 et fabriqué jusqu'en 2003.

## Caractéristiques
Il possède une motorisation hybride (Siemens powerpack) diesel-électrique avec un moteur OM 904 à 4 cylindres de 170 ch entraînant par le biais d'une génératrice un moteur électrique placé sur l'essieu arrière.
Trois versions étaient disponibles : 8,1 m (52 places au total), 8,9 m (66 places) et 9,6 m (80 places).
Ce modèle d'autobus a pour particularité d'être doté d'une transmission électrique et d'un moteur positionné verticalement, à l'arrière, ce qui supprime de fait la vitre arrière. 
Autre particularité, il n'y a presque pas de porte-à-faux arrière alors que le porte-à-faux avant est plus important.
Depuis 2003, ce modèle n'est plus commercialisé. Il a été remplacé en 2006 par le Mercedes-Benz Citaro K, plus conventionnels.
Leur conception singulière, par rapport aux autres bus, associée à plusieurs déboires techniques écourta la carrière de ces bus dans la plupart des réseaux acheteurs. Un certain nombre fut radié après une carrière qui ne dépassa pas 8 à 15 ans et seule une partie eut une carrière d'occasion.
De nombreux réseaux européens (en France, en Allemagne, au Portugal, en Belgique, etc.) ont exploité ce type de bus au début des années 2000.

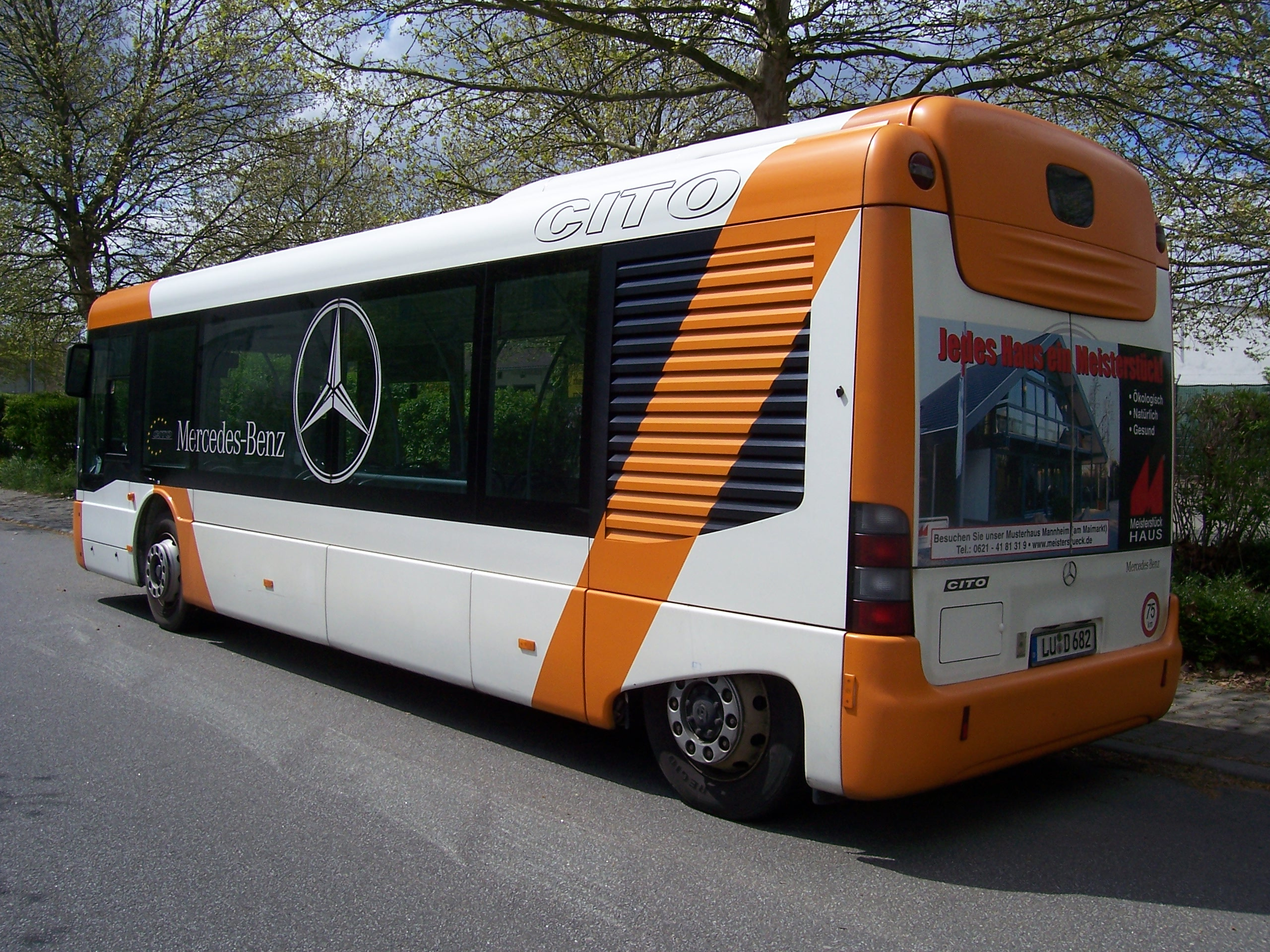
Vue arrière.